# Neosho Rapids

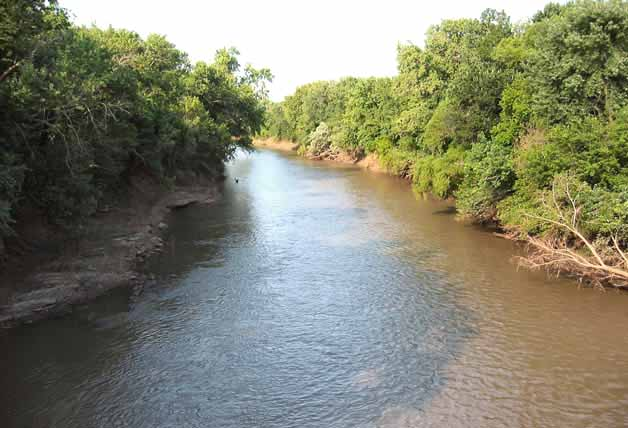
De Neosho-rivier bij Neosho Rapids

Neosho Rapids is een plaats (city) in het oosten van de Amerikaanse staat Kansas, en valt bestuurlijk gezien onder Lyon County.

## Demografie
Bij de volkstelling in 2000 werd het aantal inwoners vastgesteld op 274.
In 2006 is het aantal inwoners door het United States Census Bureau geschat op 273, een daling van 1 (-0.4%).

## Geografie
Neosho Rapids ligt aan de Neosho-rivier.
Volgens het United States Census Bureau beslaat de plaats een oppervlakte van 1,3 km², waarvan 1,3 km² land en 0,0 km² water.

## Plaatsen in de nabije omgeving
De onderstaande figuur toont nabijgelegen plaatsen in een straal van 20 km rond Neosho Rapids.